# Luis Izzeta
Luis Izzeta (Lucas M. Izzeta)- piłkarz argentyński, napastnik.
Jako piłkarz klubu Defensores de Belgrano Buenos Aires był w kadrze reprezentacji Argentyny w finałach mistrzostw świata w 1934 roku, gdzie Argentyna odpadła już w pierwszej rundzie. Nie zagrał w jedynym meczu ze Szwecją.